# أندرو إل. ستون
أندرو إل. ستون (بالإنجليزية: Andrew L. Stone) (و. 1902 – 1999 م) هو مخرج أفلام، وكاتب سيناريو، ومنتج أفلام أمريكي، ولد في أوكلاند، كاليفورنيا، توفي في لوس أنجلوس، عن عمر يناهز 97 عاماً.

## وصلات خارجية
- أندرو إل. ستون على موقع IMDb (الإنجليزية)
- أندرو إل. ستون على موقع ألو سيني (الفرنسية)
- أندرو إل. ستون على موقع تيرنر كلاسيك موفيز (الإنجليزية)
- أندرو إل. ستون على موقع أول موفي (الإنجليزية)
- أندرو إل. ستون على موقع قاعدة بيانات الأفلام السويدية (السويدية)
- أندرو إل. ستون على موقع قاعدة بيانات الفيلم (الإنجليزية)
- أندرو إل. ستون على موقع كينوبويسك (الروسية)